# 삼화고속
삼화고속(三和高速)은 대한민국 인천광역시와 경기도의 시외버스, 고속버스, 전세버스 등을 운행하는 업체로 1966년에 설립되었다. 본사는 대한민국 인천광역시 부평구 부평동에 있다.

## 연혁
- 1966년 3월 12일: 삼화교통 주식회사 설립
- 1970년 2월 23일: 고속버스 운송면허 취득
- 1973년 1월 1일: 금호그룹 출범과 동시에 금호 계열사에서 제외
- 1973년 9월 6일: 서울 - 부평 시외버스 운행
- 1975년 12월 20일: 용현동 인천버스터미널에서 고속버스 운행
- 1977년 12월 15일: 인천발 3개 노선 (천안, 아산, 대전)과 대전발 3개 노선 (목포, 마산, 울산) 신설
- 1980년 9월 13일: 본사를 코리아나호텔로 이전
- 1984년 12월 24일: 대구발 3개 노선 (동서울, 청주, 전주) 신설
- 1987년 12월 4일: 동서울 - 대구 고속버스 운행
- 1988년 2월 19일: 인천발 3개 노선 (광주, 대구, 부산) 신설
- 1988년 5월 17일: 해외관광 사업 영업 개시
- 1989년 7월 26일: 서울역 - 계산동 시외버스 신설
- 1992년 3월 6일: 서울역 - 서인천 시외버스 신설
- 1992년 10월 23일: 우등 고속버스 운행개시
- 1993년 2월 23일 관광 차고지 준공 (서울특별시 서초구 서초동)
- 1993년 9월 7일: 회사명을 삼화교통 주식회사에서 주식회사 삼화고속으로 변경
- 1997년 2월 1일: 육군사관학교 관광사업 개시
- 1997년 3월 6일: 도시형버스 161번을 삼화상운에 매각하고, 마을버스 7번,7-2번을 삼하운수로 분리
- 1997년 4월 1일: 김포시 애기봉 안보관광사업 시작
- 1997년 7월 1일: 제3땅굴 안보관광사업 개시
- 1997년 11월 20일: 인천종합버스터미널이 관교동으로 이전
- 1999년 6월 1일: 인천 - 여의도역 시외버스 신설
- 2000년 10월 31일: 인천 - 남원 고속버스 신설
- 2001년 9월 30일: 국내 (전세) 영업 매각.
- 2002년 3월 25일: 수원 - 목포 고속버스 신설
- 2003년 4월 1일: 서울역 - 인천 간 시외버스를 광역버스로 형간 전환
- 2004년 4월 1일: 계열사 조일제지 (현 아세아제지 시화공장[3])를 금호그룹으로 매각
- 2004년 12월 17일: 연수동 - 서울역 시외버스가 1300번 광역버스로 전환[4]
- 2005년 1월 12일: 부평역 - 양재역 시외버스가 9500번 광역버스로 전환[5]
- 2005년 8월 20일: 인천터미널 - 서울역 시외버스가 1400번 광역버스로 전환[6]
- 2005년 12월 17일: 광역버스 1500번과 1600번 개통[7][8]
- 2006년 4월 12일: 광역버스 1101번 개통[9]
- 2006년 5월 25일: 시외버스 송도국제도시 - 강남고속버스터미널 노선(9900번)이 신설되었다.[10]
- 2006년 5월 27일: 광역버스 1301번 개통[11]
- 2006년 6월 16일: 광역버스 1601번 개통[12]
- 2006년 9월 2일: 광역버스 2500번 개통[13]
- 2006년 10월 26일: 시외버스 가좌동 - 양재역 노선(9800번)이 신설되었다.[14]
- 2006년 11월 1일: 인천광역시 남구 관교동 15 (인천종합버스터미널)에 지점 개설.
- 2006년 12월 2일: 광역버스 2300번 개통[15]
- 2007년 5월 10일: 광역버스 9501번 개통[16]
- 2007년 7월 25일: 시외버스 9802번 개통[17]
- 2007년 8월 30일: 광역버스 2400번 개통[18]
- 2007년 9월 13일: 광역버스 2100번 개통[19]
- 2007년 9월 13일: 시외버스 9901번 개통[20]
- 2007년 10월 10일: 시외버스 9803번 개통[21]
- 2007년 10월 16일: 시외버스 9902번 개통[22]
- 2008년 1월 23일: 시외버스 9900번과 9802번을 통합하여 9900번으로 변경하였다.[23]
- 2008년 5월 2일: 시외버스 9803번이 폐선되어 9801번과 통합되었다.[24]
- 2008년 9월 1일: 경기도 수원시 권선구 권선동 1189 (수원종합버스터미널)에 지점 개설.
- 2008년 12월 23일: 자회사 공항고속과 그 노선 (서울역 ~ 인천국제공항, 센트럴시티 ~ 인천국제공항[25])을 KD운송그룹의 대원공항 (대원교통)에 매각
- 2009년 12월 26일: 삼화고속 지하 신촌역 · 서울역행 노선 중 5개 노선 변경 (신촌로 - 양화로 중앙버스전용차로 개통에 따른 정류소 신설, 이전 · 변경)
- 2010년 6월 1일: 시외버스 9900번이 9900번과 9802번으로 재분리되었다.[26] 광역버스 7000번이 신설되었다.[27]
- 2011년 2월 22일: 9510번 광역버스 개통[28]
- 2011년 3월 10일: 9502번 시외버스 개통[29]
- 2011년 4월: 4월 6일에 9801번이,[30] 4월 8일에 9802번이,[31] 4월 13일에 9800번이,[32] 4월 20일에 9902번이 각각 시외버스에서 광역버스로 형간 전환되었다.[33]
- 2011년 4월 23일: 광역버스 2100번과 2400번이 폐선되었다.[34][35]
- 2011년 5월 1일: 고속버스 대전 - 마산 노선을 중부고속에 매각
- 2011년 6월 1일: 시외버스 9900번, 9901번 2개 노선이 통합하여 9901번 광역버스로 전환되었다.[36]
- 2011년 6월 18일: 본사를 서울특별시 서초구 잠원동에서 인천광역시 부평구 부평동으로 이전하였다[1].
- 2011년 7월 1일: 광역버스 1600번 노선이 폐선되었다.[37]
- 2011년 9월 16일: 본점을 서울특별시 중구 태평로1가 61-1에서 인천광역시 부평구 부평동 442-15, 부평대로 우체국 11층으로 이전.
- 2011년 10월 23일: 광역버스 1301번, 1601번, 2300번, 9902번 노선이 운행 중단되었다.[38] 현재 1301번은 천지교통이, 1601번은 신강교통이 운행한다.
- 2011년 11월 4일: 광역버스 9801번과 9802번이 9802번으로 통합되었다.[39]
- 2012년 5월 5일: 광역버스 7000번 노선이 폐선되었다.[40]
- 2012년 6월 1일: 광역버스 1100번, 1101번 신강교통으로 노선 양도
- 2012년 6월 2일: 본점을 인천광역시 부평구 부평대로 88 (부평동)에서 현 위치인 인천광역시 중구 서해대로418번길 70 (신흥동3가)로 이전하였다.
- 2012년 12월 1일: 고속버스, 시외버스 노선 중 인천 ↔ 속초, 남원, 수원 ↔ 순천, 대전 ↔ 울산 노선 KD운송그룹에 매각
- 2013년 6월 13일: 시외버스 노선 중 인천 ↔ 천안 · 아산, 부천 · 인천 ↔ 공주 노선 동양고속에 매각
- 2014년 8월 25일: 광역버스 9510번이 선진여객의 9300번에 통합되었다.[41]
- 2015년 1월 1일: 광역버스 9800번이 폐선되었다.[42]
- 2015년 4월 1일: 광역버스 2500번 강화교통으로 노선 양도[43]
- 2015년 6월 16일: 광역버스 9501번, 9802번 신강교통으로 노선 양도
- 2015년 7월 21일: 시외버스 9502번 김포운수로 양도 및 직행좌석버스로 형간전환[44]
- 2015년 11월 6일: 광역버스 1300번 천지교통으로 노선 양도
- 2016년 3월 5일: 광역버스 1200번 신동아교통으로 노선 양도
- 2016년 4월 29일: 부천 - 연무대 고속버스 신설
- 2016년 8월 1일: 광역버스 9500번 부일운수(현 세운교통)로 노선 양도
- 2016년 12월 6일: 광역버스 1400번 세운교통으로 노선 양도
- 2017년 4월 16일: 광역버스 1000번 마니교통으로 노선 양도
- 2017년 6월 1일: 광역버스 1501번 신설
- 2017년 6월 10일: 광역버스 1501번 마니교통으로 노선 양도
- 2017년 9월 6일: 광역버스 1500번 마니교통으로 노선 양도

## 현황
2021년 1월 기준이다.
| 운행업체 | 보유 노선수 | 보유 노선수 | 보유 노선수 | 등록 대수 | 등록 대수 | 등록 대수 | 등록 대수 |
| -------- | ----------- | ----------- | ----------- | --------- | --------- | --------- | --------- |
| 운행업체 | 노선 합계   | 시외버스    | 고속버스    | 대수 합계 | 시외버스  | 고속버스  |           |
| 삼화고속 | 27          | 4           | 23          | 94        | 5         | 89        |           |

## 운행 노선
인천종합버스터미널로 운행하는 시외버스 및 고속버스 노선을 주로 운행하며, 인천 ↔ 대전, 서울 ↔ 금산 노선을 단독으로 운행한다. 서울에서는 주로 경부축 노선에 들어가고, 호남축 노선은 서울 ↔ 남원 노선만 운행한다.

### 고속버스
2019년 4월 기준이다.

#### 경부선
| 운행 노선       | 공동 운행사                                                      | 운행구간     | 운행구간 | 운행구간 | 경유지                   | 운행 대수 | 운행 대수 | 운행 대수 | 비고                                                |
| 운행 노선       | 공동 운행사                                                      | 운행구간     | 운행구간 | 운행구간 | 경유지                   | 일반      | 우등      | 고급      | 비고                                                |
| --------------- | ---------------------------------------------------------------- | ------------ | -------- | -------- | ------------------------ | --------- | --------- | --------- | --------------------------------------------------- |
| 서울 ↔ 대구     | 금호고속 동양고속 중앙고속 천일고속 한일고속                     | 서울경부     | ↔        | 동대구   | 선산휴게소, 서대구       | -         | 1         | 2         |                                                     |
| 서울 ↔ 대구     | 금호고속 동양고속 중앙고속 천일고속 한일고속                     | 서울경부     | ↔        | 동대구   | 선산휴게소, 신서혁신도시 | -         | 1         | -         | 2018년 3월 1일 신설                                 |
| 서울 ↔ 부산     | 금호고속 동양고속 중앙고속 천일고속 한일고속                     | 서울경부     | ↔        | 부산     | 낙동강휴게소             | 1         | 1         | 3         | 2019년 4월 10일 중간경유지 변경                     |
| 서울 ↔ 서부산   | 금호고속 동양고속 중앙고속 천일고속 한일고속                     | 서울경부     | ↔        | 부산서부 | 선산휴게소               | -         | 1         | -         |                                                     |
| 서울 ↔ 세종     | 금호고속 동부고속 동양고속 속리산고속 중앙고속 천일고속 한일고속 | 서울경부     | ↔        | 세종시   | 세종청사                 | -         | 1         | 1         | 2013년 12월 16일 신설 2016년 1월 12일 우등 증차     |
| 서울 ↔ 세종     | 금호고속 동부고속 동양고속 속리산고속 중앙고속 천일고속 한일고속 | 서울경부     | ↔        | 세종시   | 죽전, 세종국책연구단지   | -         | 1         | -         | 2018년 1월 31일 신설                                |
| 서울 ↔ 금산     |                                                                  | 서울경부     | ↔        | 금산     | 마전리                   | 1         | 2         | -         |                                                     |
| 서울 ↔ 울산     | 금호고속 천일고속 한일고속                                       | 서울경부     | ↔        | 울산     | 낙동강휴게소, 신복       | -         | 1         | 1         | 2019년 4월 10일 중간경유지 변경                     |
| 동서울 ↔ 대구   | 금호고속 동양고속 중앙고속 천일고속 한일고속                     | 동서울       | ↔        | 동대구   | 선산휴게소, 서대구       | 1         | 1         | -         |                                                     |
| 청주 ↔ 대구     | 속리산고속                                                       | 청주         | ↔        | 동대구   | 선산휴게소, 서대구       | 1         | 2         | -         | 2013년 9월 12일 우등 감차                           |
| 인천공항 ↔ 양산 | 대원고속 동양고속                                                | 인천국제공항 | ↔        | 양산     | 인천, 낙동강휴게소       | -         | 2         | -         | 2018년 2월 9일 신설 2019년 4월 10일 중간경유지 변경 |

#### 호남선
| 운행 노선   | 공동 운행사 | 운행구간 | 운행구간 | 운행구간 | 경유지               | 운행 대수 | 운행 대수 | 운행 대수 | 비고                                                |
| 운행 노선   | 공동 운행사 | 운행구간 | 운행구간 | 운행구간 | 경유지               | 일반      | 우등      | 고급      | 비고                                                |
| ----------- | ----------- | -------- | -------- | -------- | -------------------- | --------- | --------- | --------- | --------------------------------------------------- |
| 서울 ↔ 남원 | 금호고속    | 서울호남 | ↔        | 남원     | 정안알밤휴게소       | 1         | 5         | -         | 2013년 9월 12일 우등 감차 2015년 9월 23일 우등 증차 |
| 수원 ↔ 광주 | 금호고속    | 수원     | ↔        | 광주     | 정안알밤휴게소, 비아 | 1         | 5         | -         |                                                     |
| 수원 ↔ 목포 | 금호고속    | 수원     | ↔        | 목포     | 정안알밤휴게소       |           | 3         | -         |                                                     |

#### 남해선
| 운행 노선   | 공동 운행사 | 운행구간 | 운행구간 | 운행구간 | 경유지               | 운행 대수 | 운행 대수 | 운행 대수 | 비고                                                |
| 운행 노선   | 공동 운행사 | 운행구간 | 운행구간 | 운행구간 | 경유지               | 일반      | 우등      | 고급      | 비고                                                |
| ----------- | ----------- | -------- | -------- | -------- | -------------------- | --------- | --------- | --------- | --------------------------------------------------- |
| 부산 ↔ 광주 | 금호고속    | 부산     | ↔        | 광주     | 섬진강휴게소, 운암동 | -         | 3         | 1         | 2014년 1월 10일 우등 감차 2015년 9월 23일 우등 증차 |

#### 경인선
| 운행 노선       | 공동 운행사                | 운행구간     | 운행구간 | 운행구간 | 경유지                     | 운행 대수 | 운행 대수 | 운행 대수 | 비고 |
| 운행 노선       | 공동 운행사                | 운행구간     | 운행구간 | 운행구간 | 경유지                     | 일반      | 우등      | 고급      | 비고 |
| --------------- | -------------------------- | ------------ | -------- | -------- | -------------------------- | --------- | --------- | --------- | --- |
| 인천 ↔ 광주     | 금호고속 한일고속          | 인천         | ↔        | 광주     | 정안알밤휴게소, 비아       | 1         | 3         | 2         | |
| 인천 ↔ 대구     | 동양고속                   | 인천         | ↔        | 동대구   | 선산휴게소, 서대구         | -         | 4         | -         | 2013년 9월 10일 일반 1대 우등전환                                                                                        |
| 인천 ↔ 대전     |                            | 인천         | ↔        | 대전     |                            | 2         | 13        | 2         | 2013년 7월 22일 일반 1대 우등전환 2014년 1월 10일 우등 4대 일반전환 및 우등 감차 2015년 9월 17일 평일,주말 인가대수 상이 |
| 인천 ↔ 부산     | 동양고속 천일고속          | 인천         | ↔        | 부산     | 낙동강휴게소               | -         | 3         | 1         | 2019년 4월 10일 중간경유지 변경                                                                                          |
| 인천 ↔ 서부산   | 동양고속 천일고속          | 인천         | ↔        | 부산서부 | 선산휴게소                 | -         | 1         | -         | 2013년 9월 12일 우등 감차                                                                                                |
| 인천 ↔ 순천     | 금호고속 천일고속 한일고속 | 인천         | ↔        | 순천     | 정안알밤휴게소, 순천대학교 | -         | 1         | -         | 2013년 9월 12일 우등 감차 2015년 2월 23일 중간경유지 추가                                                                |
| 인천 ↔ 전주     | 천일고속                   | 인천         | ↔        | 전주     | 정안알밤휴게소, 호남제일문 | 1         | 5         | 1         | 2014년 5월 1일 중간경유지 추가                                                                                           |
| 인천공항 ↔ 김해 | 동양고속                   | 인천국제공항 | ↔        | 김해     | 인천, 선산휴게소, 장유     | -         | 2         | 1         | 2015년 6월 19일 신설 2016년 9월 13일 노선연장                                                                            |

#### 88선
| 운행 노선   | 공동 운행사 | 운행구간 | 운행구간 | 운행구간 | 경유지 | 운행 대수 | 운행 대수 | 운행 대수 | 비고                                                |
| 운행 노선   | 공동 운행사 | 운행구간 | 운행구간 | 운행구간 | 경유지 | 일반      | 우등      | 고급      | 비고                                                |
| ----------- | ----------- | -------- | -------- | -------- | ------ | --------- | --------- | --------- | --------------------------------------------------- |
| 전주 ↔ 대구 | 동양고속    | 전주     | ↔        | 동대구   | 서대구 | -         | 2         | -         | 2013년 9월 12일 일반 감차 2015년 9월 23일 우등 증차 |

## 이전 보유 노선
- ● 1000번: 석남동 경남아너스빌 ~ 서울역 (2017년 4월 16일 마니교통으로 노선 양도.)
- ● 1100번: 왕길동 기점 ~ 서울역 (2012년 6월 1일 신강교통으로 노선 양도.)
- ● 1101번: 검단동 마전 풍림아파트 ~ 서울역 (2006-04-11 ~ 2012-06-01, 신강교통으로 노선 양도.)
- ● 1200번: 가좌동 미주탕 ~ 서울역 (2004-12-17 ~ 2016-03-04, 신동아교통으로 노선 양도.)
- ● 1300번: 동막역 ~ 서울역 (2004-12-17 ~ 2015-11-06, 천지교통으로 노선양도.)
- ● 1301번: 인천대학교 ~ 서울역 (2006-05-27 ~ 2011-10-23, 인강여객으로 노선 양도 후 천지교통으로 노선 재양도.)
- ● 1400번: 인천종합버스터미널 ~ 서울역 (2005-08-20 ~ 2016-12-06, 세운교통으로 노선 양도 후 마니교통으로 노선 재양도)
- ● 1500번: 계산동 롯데마트 ~ 서울역 (2005-12-17 ~ 2017-09-06, 마니교통으로 노선 양도.)
- ● 1501번: 계양구청 ~ 서울역 (2017년 6월 10일 마니교통으로 노선 양도.)
- ● 1600번: 항동 연안부두 ~ 서울역 (2005-12-17 ~ 2011-07-01)
- ● 1601번: 용현동 인하대학교 병원 ~ 서울역 (2006-06-16 ~ 2011-10-23, 신강교통으로 노선 양도)
- ● 2100번: 연희동 서구청 ~ 종로2가 (2007-09-13 ~ 2011-04-23)
- ● 2300번: 청학동 시대아파트 ~ 종로2가 (2006-12-02 ~ 2011-10-23)
- ● 2400번: 인천종합버스터미널 ~ 종로2가 (2007-08-30 ~ 2011-04-23)
- ● 2500번: 계산동 그랜드마트 ~ 종로2가 (2006-09-02 ~ 2015-04-01, 강화교통으로 노선 양도 후 천지교통으로 노선 재양도)
- ● 7000번: 가정동 ~ 가양역 (2010-06-01 ~ 2012-05-05)
- ● 9500번: 인천종합터미널 ~ 양재시민의숲역 (2005-01-12 ~ 2016-08-01, 세운교통으로 노선 양도 후 마니교통으로 노선 재양도)
- ● 9501번: 검단동 마전풍림아파트 ~ 양재시민의숲역 (2007-05-10 ~ 2015-06-16, 신강교통으로 노선 양도)
- ● R9502번: 김포한강신도시 ~ 양재시민의숲역 (2011-03-10 ~ 2015-07-21, 직행좌석버스로 형간 전환하고 김포운수로 노선 양도.)
- ● 9510번: 청라동 청라국제도시 ~ 양재시민의숲역 (2011-02-22 ~ 2014-08-25, 선진여객 9300번과 통폐합.)
- ● 9800번: 가좌동 미주탕 ~ 양재시민의숲역 (2006-10-26 개통 당시 시외버스. 2011-04-13 ~ 2015-01-01)
- ● 9801번: 연희동 서구청 ~ 양재시민의숲역 (2007-01-22 노선 번호 부여, 2011-04-06 시외버스에서 광역버스로 전환, 2011-11-04 9802번과 통합)
- ● 9802번: 왕길동 기점 ~ 양재시민의숲역 (2007-07-25 ~ 2008-01-23, 2010-06-01 ~ 2011-04-08 당시 시외버스. 2011-04-08 ~ 2015-06-16, 신강교통으로 노선 양도)
- ● 9803번: 가정오거리 ~ 강남역 (2007-10-10 ~ 2008-05-02)
- ● 9900번: 송도국제도시 ~ 강남역 (2006-05-25 ~ 2011-06-01)
- ● 9901번: 인천종합버스터미널 ~ 강남역 (2007-09-13 개통 당시 시외버스. 2011-06-01 ~ 2011년 11월. 인강여객으로 노선 양도)
- ● 9902번: 연수동 ~ 대방역 (2007-10-16 개통 당시 시외버스. 2011-04-20 ~ 2011-10-23)
- ● R8399번: 인천 ~ 천안 · 아산(2013년 6월 12일 동양고속으로 노선 양도)
- ● 부천 ~ 공주 (인천 경유)(2013년 6월 12일 동양고속에 노선 양도)

## 관할 면허지
광역시에 고속버스 차적지를 둘 수 없는 관련 법에 따라, 면허(차적)지는 경기도 수원시로 되어 있다. 고속버스 차량 내에는 주 사무소가 대한민국 인천광역시 부평구 부평동 185-23번지로 부평역 북부 광장 인근에 있는 사무소다. 수원종합버스터미널의 주소가 찍힌 차량도 있다.

## 운행 차량

#### 현대자동차
- 현대 뉴 프리미엄 유니버스 익스프레스 노블
- 현대 뉴 프리미엄 유니버스 익스프레스 프레스티지
- 현대 뉴 프리미엄 유니버스 프레스티지

#### 기아
- 기아 뉴 그랜버드 이노베이션 썬샤인

## 회사 현황
- 본점 : 대한민국 인천광역시 중구 서해대로418번길 70, 2층 (신흥동3가)
- 인천터미널 : 대한민국 인천광역시 미추홀구 연남로 35 (관교동)
- 수원터미널 : 대한민국 경기도 수원시 권선구 경수대로 270 (권선동)
- 남원터미널 : 대한민국 전북특별자치도 남원시 용성로 109 (동충동)

## 갤러리

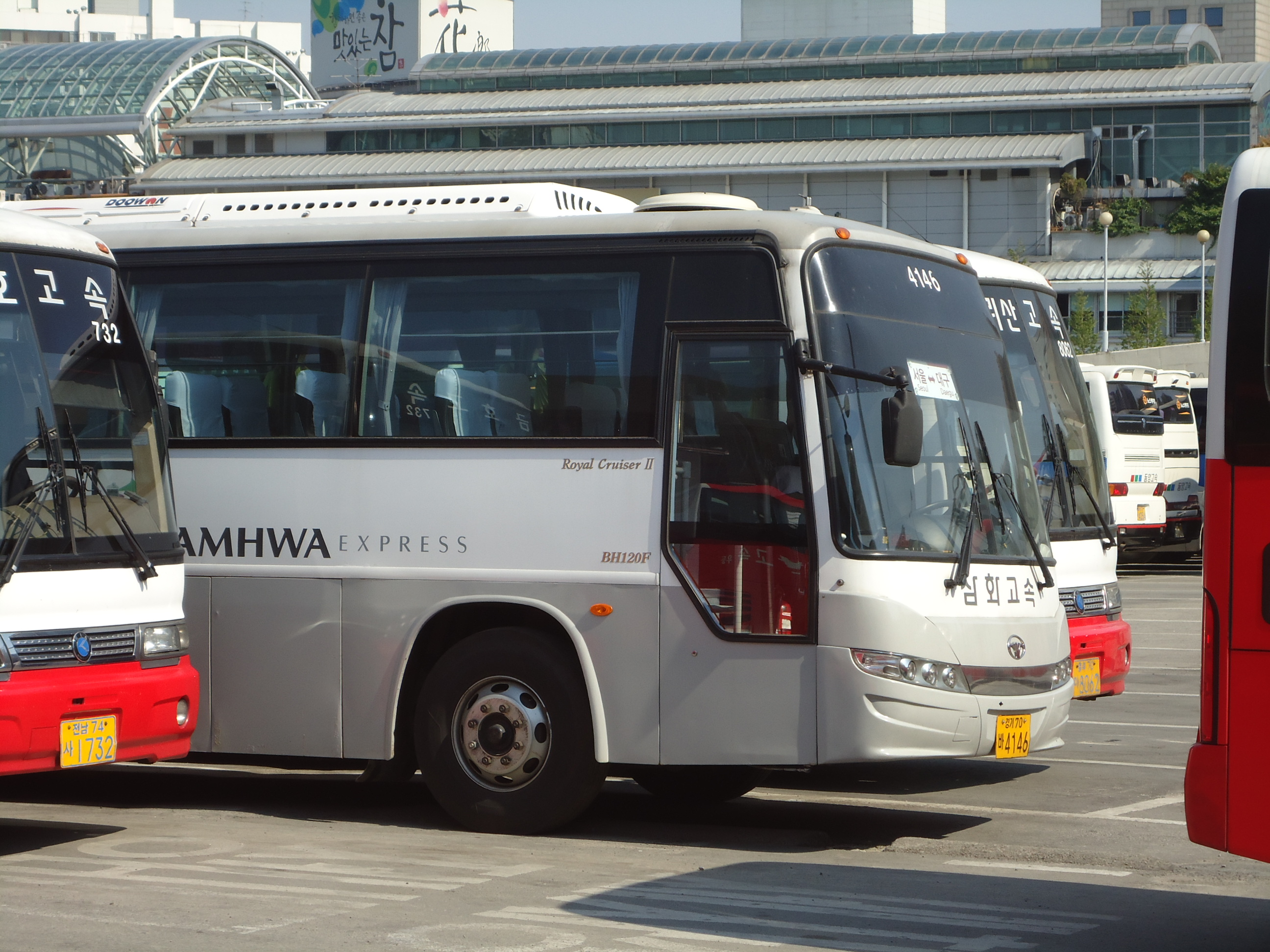
로얄크루저Ⅱ(현재는 퇴역)